# Jesse Sylvia
Jesse James Sylvia (* 26. Februar 1986 in West Tisbury, Massachusetts) ist ein professioneller US-amerikanischer Pokerspieler. Er wurde 2012 bei der Poker-Weltmeisterschaft Zweiter und gewann 2016 das Main Event der World Poker Tour.

## Persönliches
Sylvia schloss an der California Lutheran University in Thousand Oaks mit dem Bachelor of Science ab. Als Hobbys gibt er u. a. Snowboarden und Longboarden an. Sylvia lebt in Las Vegas.

## Pokerkarriere
Sylvia begann im Jahr 2004 mit Poker. Er spielte auf der Onlinepoker-Plattform PokerStars unter dem Nickname 4JesseJames4.
Seine erste Geldplatzierung bei einem Live-Turnier erzielte Sylvia Mitte Juni 2008 im Caesars Palace in Paradise am Las Vegas Strip. Im Juni 2011 war er erstmals bei der World Series of Poker (WSOP) im Rio All-Suite Hotel and Casino am Las Vegas Strip erfolgreich und kam bei zwei Turnieren der Variante No Limit Hold’em ins Geld. Bei der WSOP 2012 erreichte er im Main Event mit dem größten Chipstack den Finaltisch, der ab dem 28. Oktober 2012 ausgespielt wurde. Dort spielte er sich bis ins finale Heads-Up vor und unterlag letztlich mit Q♠ J♠ gegen K♦ 5♦ von Greg Merson, hinter dem er den mit rund 5,3 Millionen US-Dollar dotierten zweiten Platz belegte. Mitte Oktober 2014 wurde Sylvia beim High Roller der World Series of Poker Asia Pacific in Melbourne Dritter und erhielt über 215.000 Australische Dollar. Bei der WSOP 2015 saß Sylvia an einem Finaltisch, den er auf dem dritten Platz für mehr als 210.000 US-Dollar beendete. Im September 2016 gewann er das Main Event der World Poker Tour in Atlantic City mit einer Siegprämie von über 800.000 US-Dollar. Mitte Februar 2019 setzte sich Sylvia beim DeepStack Extravaganz im Venetian Resort Hotel am Las Vegas Strip durch und sicherte sich aufgrund eines Deals mit James Carroll rund 185.000 US-Dollar. Seitdem blieben größere Turniererfolge aus.
Insgesamt hat sich Sylvia mit Poker bei Live-Turnieren mehr als 7,5 Millionen US-Dollar erspielt.